# استفانو ساتا فلورس
استفانو ساتا فلورس (به ایتالیایی: Stefano Satta Flores) (زاده ۱۴ ژانویهٔ ۱۹۳۷- درگذشت ۲۲ اکتبر ۱۹۸۵) بازیگر ایتالیایی بود.
از فیلم‌های معروف او می‌توان به بازی در زنی دست دوم، رو به جلو… حرکت!، پائولو بارکا، معلم مدرسه و برهنه‌گرای آخر هفته، مارمولک‌ها، بیمار خیالی، چهار مگس روی مخمل خاکستری، ژنرال ایستاده می‌خوابد و سالن کیتی اشاره کرد.

## زندگی‌نامه
ساتا فلورس در ناپل ایتالیا زاده شد، او فارغ‌التحصیل مرکز تجربی سینما در پایتخت ایتالیا، رم است. او بازی در نمایشنامه آماتور را در تئاتر پیکولو آغاز کرد و در نمایشنامه‌های شکسپیر و ماتیا اسبراجا بازی کرد. او اولین حضور خود را در سینما با فیلم مارمولک‌ها که توسط فیلمساز لینا ورتمولر در سال ۱۹۶۳ به نمایش درآمد، شروع کرد.
ساتا فلورس در ۲۲ اکتبر ۱۹۸۵ در سن ۴۸ سالگی در پی عوارض ناشی از درمان سرطان خون در رم درگذشت.